# Aeroportul Ravenna
Aeroportul Ravenna (IATA: RAN, ICAO: LIDR) este un aeroport din Ravenna, Provincia Ravenna, Emilia-Romagna, Italia ce deservește zona Ravenna. A fost deschis în 1916 și numit după zona deservită.
Situat la o altitudine de 0 m, aeroportul dispune de o singură pistă. Este operat de Ente nazionale per l'aviazione civile⁠(d).